# Ford Parklane
Ford Parklane (Форд Парклейн) — автомобиль производства американской компании Форд 1956 года. Запущенный для конкуренции с Chevrolet Nomad, это был двухдверный универсал на базе Ford Ranch Wagon. От последнего он отличался наличием нержавеющих элементов и различных вставок в оборудовании интерьера. Стоимость радио AM составляла $100, сидений $60. Тормоза барабанные, 11-дюймовые.
Как конкурент Nomad, автомобиль оказался успешным, так как было построено 15186 единиц Парклейна по сравнению 7886 единицами Nomad. Двухдверные универсалы в целом оказались довольно трудно продаваемыми; те, кто нуждается в грузоподъемности универсала обычно перевозят пассажиров и хотели бы получить легкий доступ к задним сидениям.
В 1957 году был построен прототип для Парклейна, но вместо этого Форд собрал несколько Del Rio в качестве двухдверного универсала 1957 года с низкой стоимостью, что сделало Парклейн моделью на один год, и довольно большой редкостью. Начиная с 1958 года, название («Park Lane», разделенное пробелом) было использовано для линейки автомобилей Mercury.
Nomad, будучи основанным на концепт-каре, был более известен, но главная его причина известности — это использование серферами, нуждающимися в автомобиле для перевозки досок — их активное использование началось уже после того, как производство обеих машин были давно прекращено. Серферы, хотя и были идеальными покупателями для такого автомобиля, как правило, никогда не покупали их новыми.

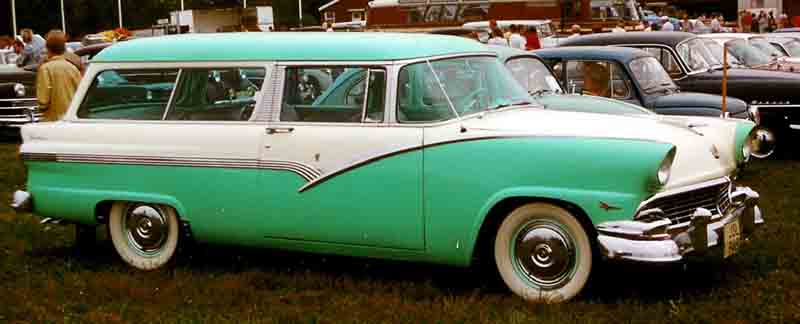
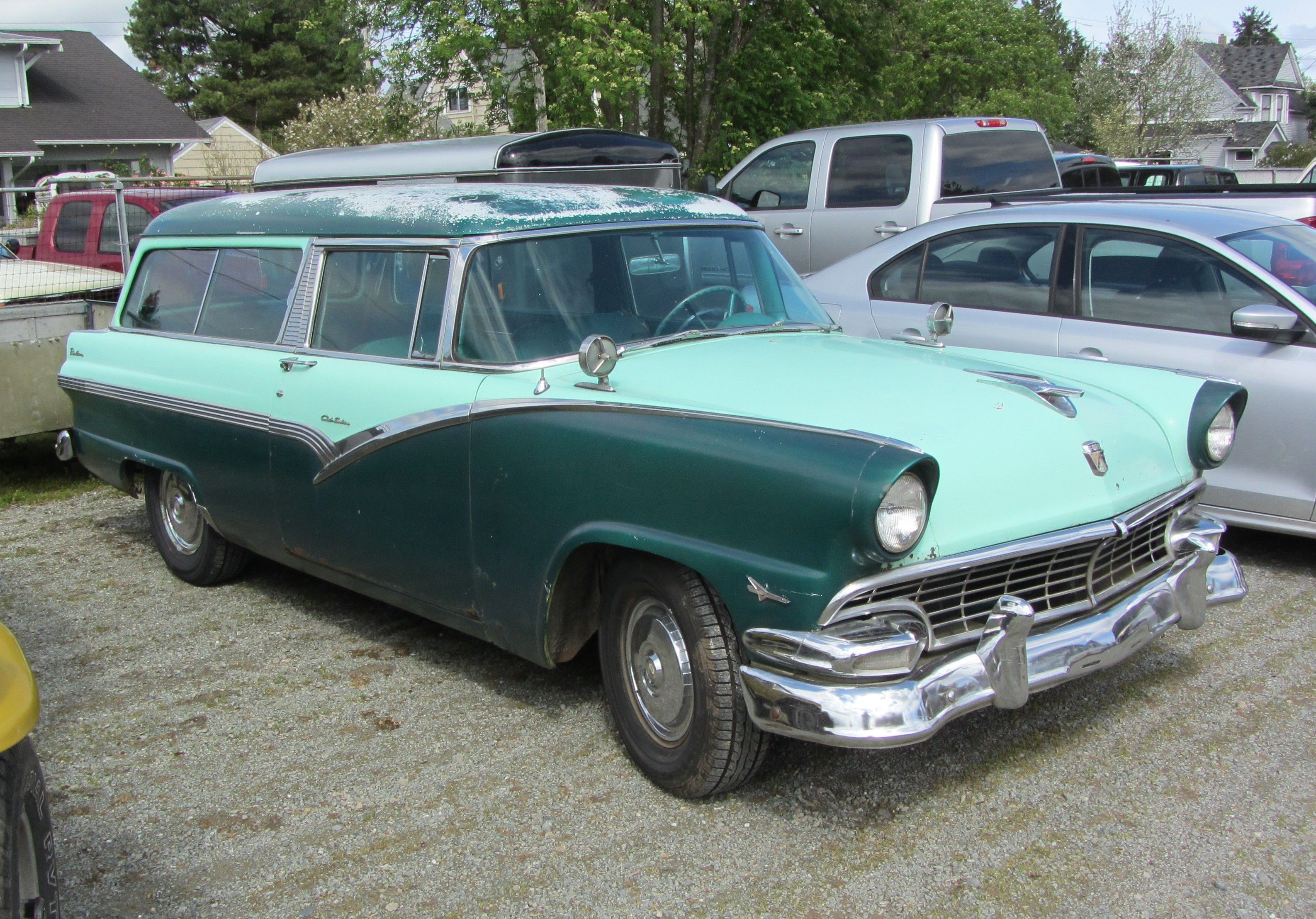
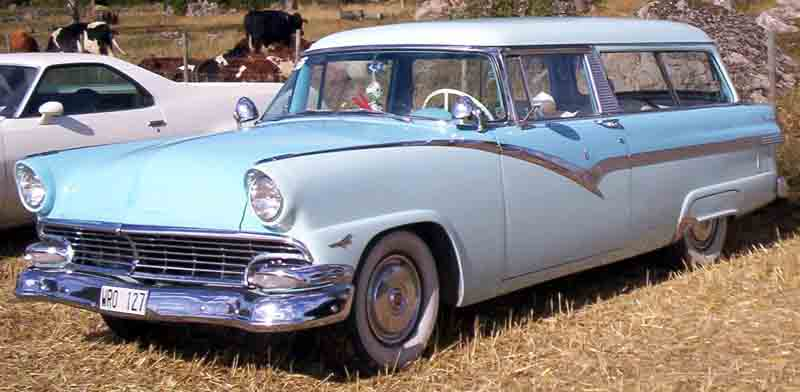